# Hermann von Sulz
Hermann von Sulz auch Hermann VI. von Sulz (* (?); † 1429 auf der Burg Balm) war ein Graf und Landvogt in Vorderösterreich und Hauptmann der vier Waldstädte. Er war der Stammvater der Klettgauer Linie derer von Sulz.

## Leben
Graf Hermann entstammte dem Hochadelsgeschlecht der Grafen von Sulz aus Sulz am Neckar mit dem Sitz auf der Burg Albeck, sein Vater war Rudolf I. von Sulz (* vor 1349; † 1406) und seine Mutter Anna von Waldburg († 1385 oder 1406). Mit dem Grafen Johannes II. von Waldburg war er verwandt, verband sich aber auch durch Freundschaft mit ihm, wie eine Episode dort zeigt.
Er »arrangierte« durch die Heirat seines Sohnes die Klettgauer Linie derer von Sulz. Seine Vorfahren besaßen einst Güter in Schwaben und die Grafschaft Baar. Diese überließen sie zugunsten des Hauses Fürstenberg dem Reich und erhielten dafür das erbliche Amt eines Präsidenten des Hofgerichts in Rottweil, eine hochangesehene und entsprechend honorierte Stellung. Er war ein zielstrebiger und ehrgeiziger Mann, der zur Erlangung seiner Ziele alle Mittel anwendete.
Er war verheiratet mit Margaretha von Hohenberg-Rottenburg († 26. Februar 1419), einer Tochter von Graf Rudolf III. von Hohenberg († 30. November 1389), dem letzten Grafen der Linie Hohenberg-Rottenburg und der Ita von Toggenburg.
Margaretha hatte 1384 Markgraf Bernhard I. von Baden geheiratet, die Ehe – aus der keine Kinder entstammen – wurde 1393 geschieden. Die Erbtochter von Hohenberg heiratete danach Hermann von Sulz, womit dieser 1399 beim Tod ihres Vaters in die Wirren um das Erbe der Hohenberger verwickelt wurde. Hermann steckte seine Ansprüche zugunsten der Habsburger zurück und wurde wohl im Gegenzug 1406 von Herzog Friedrich zum Landvogt im Breisgau und 1407 für die ganzen Vorlande ernannt und gehörte damit zu den einflussreichsten Adeligen in Süddeutschland. Hermann eröffnete seinem Haus damit wohl auch den Weg für den am 6. Juli 1408 mit dem Haus Habsburg-Laufenburg abgeschlossenen Heiratsvertrag, der den Sulzern für nahezu 300 Jahre eine neue Machtbasis im Klettgau sicherte. Hermann und Agnes, die Witwe des letzten Grafen von Habsburg-Laufenburg, Johann, schlossen für ihre Kinder, Rudolf von Sulz und Ursula von Habsburg-Laufenburg diesen Vertrag ab.
Mit Margaretha hatte Hermann drei Kinder:
- Rudolf III. ⚭ Ursula von Habsburg-Laufenburg
- Anna von Sulz ⚭ 1406 Friedrich von Hohenzollern
- Halbgraf Heinrich von Sulz ⚭ 1. Ursula ⚭ 2. Quiteria von Münsingen

## Linie Sulz-Klettgau
Auf der Burg Balm unweit Lottstetten verstarb in der Woche vor dem St. Urbanstag im Jahr 1408 Graf Johann von Habsburg und hinterließ eine ledige erbberechtigte Tochter: Ursula von Habsburg-Laufenburg. Ihre Mutter war Reza von Habsburg-Laufenburg (geborene Agnes von Hohen-Landenberg, die vom Kaiser das Heirats-Privileg erhielt, da die von Hohen-Landenberg »nur« Ritter waren). Sie bekam nun reichlich Besuch von heiratswilligen Freiern, die um die Tochter warben. So auch Hermann von Sulz, jedoch nicht für sich, sondern für seinen Sohn, Rudolf III. von Sulz. Die Ehe wurde am Ulrichstag 1408 vertraglich geschlossen. Die Vereinbarung legte fest, dass die tatsächliche Heirat auf den Tag zwei Jahre später stattfinden sollte und somit die Landgrafschaft Klettgau mit der Herrschaft Rottemberg (Unterelsass) und die Herrschaft Krenkingen an Graf Rudolf übergingen, die Witwe aber die Burg Balm als Witwensitz behielt. Hermann von Sulz verstarb 1429 auf der Burg Balm.

## Sitz Burg Balm

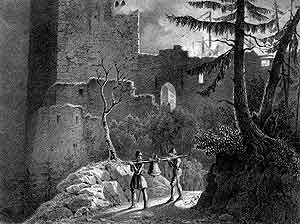
Burg Balm bei Lottstetten nach einer alten Zeichnung: Die Schaffhauser tragen nach der Zerstörung die Glocke der Burgkapelle nach Schaffhausen (Fronwaagturmglocke)

Sein Sohn Rudolf III. von Sulz wohnte bis zu seinem frühen Tod auf der Burg Balm mit seiner Frau Ursula und drei Söhnen (Johann, Ludwig und Alwig). Gräfin Ursula und die unmündigen Söhne Ludwig und Alwig lebten dort bis zur Zerstörung der Burg und Gefangennahme durch die Schaffhauser 1449. (Johann übernahm das Hofrichteramt in Rottweil). Schaffhausen zahlte auf kaiserlichen Druck später als Entschädigung dafür zehntausend Gulden, bestand jedoch darauf, dass die Burg Balm nie mehr erbaut werden durfte. Gräfin Ursula wohnte bis zu ihrem Tod (1456) in Waldshut.

## Schirmvogtei über das Kloster Rheinau
Graf Hermann war stillschweigend davon ausgegangen, dass sein Sohn mit der Heirat auch die Schirmvogtei über das Kloster Rheinau erhalten würde. Der Abt begab sich jedoch unter den Schutz von Friedrich IV., dem Herzog von Österreich. Hermann war zuvor in der Schlacht am Stoss an den Appenzellerkriegen beteiligt gewesen, unter der Führung des Herzogs. Nachdem der Abt Heinrich gestorben war, wurde Hugo von Almishofen neuer Abt von Rheinau. Auch er überwarf sich mit Graf Hermann, und es folgten langwierige Streitigkeiten. Nach der Flucht des Papstes vom Konzil von Konstanz und nachdem der Herzog in Reichsacht fiel, konnte Hermann die Schirmvogtei wieder erlangen und der Abt von Rheinau wurde gefangengesetzt. Doch auch unter dem Nachfolger von Abt Hugo, dem Abt Eberhard, dauerten die Streitigkeiten weiterhin fort. Abt Eberhard war durch Verwandtschaft mit Schaffhausen verbunden. Von Vorteil waren diese Streitereien für die Stärkung der Eidgenossenschaft. Erst unter Graf Alwig X. von Sulz, der als Bewahrer des Klettgaus betrachtet werden kann, wurden die Querelen mit dem Kloster Rheinau eingestellt.